# Ruggero di Andria
Ruggero de Ollia, noto come Ruggero di Andria o Ruggero di Trani (... – Sant'Agata di Puglia, 1190), è stato un nobile italiano, conte di Albe e Andria, e connestabile e giustiziere della Puglia e della Terra di Lavoro.

## Biografia
Era il figlio di Riccardo de Ollia, signore di Trevico, e di Sebasta.
Ugo Falcando nomina un Rogerius filius Richardi tra i capi della congiura contro Guglielmo I Re di Sicilia nel 1156. Lo stesso Falcando ricorda che «la regina Margherita creò otto conti in quell'anno (1166)», tra questi Rogerium Richardi filium. Inoltre, dal Codice Diplomatico Verginiano si apprende che il «conte Ruggiero di Andria [...] comestabile e giustiziere di Puglia e Terra di Lavoro», ebbe a confermare l'usurpazione di proprietà dal defunto conte Ruggiero di Avellino – il quale aveva spogliato il patrimonio del padre dei fratelli Giovanni e Tristano di Mercogliano – in una pergamena datata gennaio 1184. Peraltro, la Chronica di Riccardo di San Germano (XIII secolo) cita il personaggio di Ruggero conte di Andria, ricordando che durante il regno di Guglielmo I, oltre ad esercitare il potere su quasi tutta la Puglia, era stato maestro giustiziere di tutto il Regno; notizia confermata dal documento menzionato sopra in cui viene definito appunto il ruolo di Giustiziere.

### Elezioni per il nuovo governo
All'indomani della morte di Guglielmo il Buono nel 1189, dopo venticinque anni di governo nonostante avesse appena soli 36 anni di età, non essendovi figli o discendenti diretti, si pose il problema della successione. Pare che, in punto di morte, Guglielmo avesse indicato la zia Costanza d'Altavilla come erede, e a tal proposito fece riunire i suoi vassalli a Troia, nel 1186, dove essi prestarono giuramento di tener fede a Costanza ed al marito di lei Enrico VI, come futuri eredi della Corona siciliana.
Ma, morto il re, ben pochi tennero fede ai giuramenti di Troia. La situazione politica, sia a corte che tra i vassalli ed i cavalieri più influenti del regno, era molto tesa e ben presto il Regno precipitò nel caos a causa della guerra tra i pretendenti al trono: infatti, secondo quanto narrato da Pietro d’Eboli nella sua opera Liber ad honorem Augusti sive de rebus Siculis (Libro in onore dell'imperatore, ovvero sulle vicende di Sicilia), in Sicilia e in Puglia divampò la guerra civile, nella quale largamente fu sparso sangue civile. Alla fine, due soli candidati restarono l'uno a fronte dell'altro per contendersi il trono di Sicilia: Tancredi, conte di Lecce, nipote del primo re di Sicilia Ruggero II, e Ruggero da Trani, conte di Andria.
Tancredi di Lecce, ultimo discendente maschio della famiglia Altavilla, fu in grado di ottenere una certa stima come comandante militare. Dall'altra parte, Ruggero di Andria era il più autorevole conte dello Stato. Nella situazione che si creò, un re tedesco non trovava favore nel popolo: nonostante Costanza fosse la figlia legittima di Ruggero II (quindi zia paterna anche di Tancredi), al tempo era molto forte l'opposizione dei cavalieri normanni alla dinastia imperiale sveva in Sicilia e il Papa Clemente III, (anche complice dell'influenza esercitata su di esso da una delle più spiccate figure della corte normanna, il vice-cancelliere Matteo da Salerno), non vedeva di buon occhio il formarsi di uno Stato unitario che circondasse completamente i confini dello Stato pontificio, e per di più che andasse ad un membro della casata degli Hohenstaufen, al tempo anche detentori del Sacro Romano Impero. Per di più, essendo l'imperatore Federico Barbarossa impegnato nella crociata in Terra santa, Enrico VI e Costanza erano costretti a rimanere in Germania, allora in una situazione interna particolarmente delicata, e a distogliere la loro attenzione dalla Sicilia.
Fu in questo contesto che la fazione anti-sveva prevalse su quella filo-sveva e nel novembre 1189 i baroni e i prelati del Regno si riunirono a parlamento e proclamarono Tancredi nuovo Re di Sicilia. Ricevuto l'annuncio della designazione, Tancredi si recò a Palermo e nel gennaio del 1190 fu incoronato con grande solennità. Papa Clemente III, naturalmente, approvò e riconobbe l'elezione.
La questione però, come è facile immaginarsi, non finì al momento della solenne incoronazione di Tancredi, ma Ruggiero si rifiutò di prestare fedeltà al nuovo re e capeggiò una rivolta baronale apertamente ostile al nuovo re Tancredi.

### L'opposizione di Ruggero al governo Tancredi
Ruggero di Andria si schierò così a fianco di Costanza d'Altavilla, legittima erede assieme al marito che rivendicavano il trono di Sicilia, ma fu accusato di aspirare al trono; infatti Riccardo di San Germano nella sua opera Chronica, contrariamente a quanto afferma Pietro da Eboli (che però sappiamo essere esplicitamente filo-svevo), sottolineò come Ruggiero cominciò con l'aspirare alla corona per conto suo, data l'impopolarità d'una candidatura tedesca al trono, allettato da una ragionevole ambizione che gli fece mettere da parte i giuramenti di Troia. Quindi, dopo che vide trionfare Tancredi per la corsa alla corona, accese la sedizione e la guerra civile.
Fu così che Ruggero, radunò un consistente esercito e ostacolò Tancredi in ogni modo: fu lui che scrisse ad Enrico VI di Svevia, incitandolo a scendere in Puglia per sostenere con l'armi le ragioni ereditarie della sua sposa sul regno. Enrico, però, non fu risoluto e l'indugio nocque non poco. Riccardo di Acerra, cognato del re normanno che aveva sposato sua sorella Sibilla di Medania, ebbe così il tempo per rendersi più forte e potente: infatti egli fortificò le città della Puglia e occupò militarmente la Liburia, in particolare città strategiche come Capua e Aversa, per impedire una invasione tedesca della Sicilia, più agevole per quella via.
Enrico VI si decise poi a spedire un esercito di milizie tedesche al comando del maresciallo imperiale Enrico Testa (vedi Enrico di Kalden). Enrico Testa, non potendo accedere alla Liburia, già occupata da Riccardo d'Acerra, entrò nel regno normanno dalla regione dell'Abruzzo e si unì a Ruggero di Andria, col quale cominciò la guerra, sfidando il rivale Riccardo al conflitto aperto.
La prima operazione militare da parte dell'esercito congiunto fu quella di provocare Riccardo assaltando Corneto, terra dell'abate di Venosa, il quale parteggiava per re Tancredi. Corneto fu saccheggiata e distrutta, allora fu così che Riccardo mosse col suo esercito, che si fortificò ad Ariano e nei vicini castelli, evitando, però, lo scontro campale. Enrico Testa a capo dell'esercito imperiale e Ruggero con i baroni ribelli lo assediarono: ma l'esercito tedesco, spazientito e assillato dalla penuria di viveri e rifornimenti e, forse, anche decimato dalle malattie diffusesi tra gli uomini, sciolse l'assedio ed uscì dal regno. Fu questa la svolta della guerra civile: le milizie tedesche, poco motivate, non riuscirono a imprimere una svolta a loro favore in Sicilia, cosicché la corrente anti-sveva, guidata dal conte di Acerra, prese il sopravvento.
Ruggiero di Andria restò così solo nella lotta e anche senza alcun vigore, sostenendo, inoltre, una causa che stava diventando impopolare, cioè il conferimento della corona di Sicilia ad Enrico VI. Ruggero di Andria non si perse d'animo. Fortificò Sant'Agata (Rocca Sant'Agata) e lasciatovi alla difesa suo figlio, che Riccardo di San Germano chiama Roberto di Calagio († 1193), si affrettò a chiudersi ad Ascoli Satriano. Nel 1190 Riccardo d'Acerra cinse d'assedio il castello, ma Ruggiero era ben fortificato e la presa della città avrebbe potuto richiedere molto tempo. Riccardo, così, scelse la linea diplomatica, facendo promesse e proposte di pace, incitando l'avversario alla resa. Invitato a parlamentare, Ruggiero fiducioso nella lealtà cavalleresca del nemico, uscì dalla città, accogliendo l'invito del conte di Acerra. Mentre usciva dalla città, però, Ruggero fu colto di sorpresa e fu preso prigioniero a tradimento da uomini fatti appostare appositamente da Riccardo. Ruggero fu così tratto in prigione e poi giustiziato sommariamente.
Roberto di Calagio, il figlio dell'ormai morto Ruggero d'Andria, difese Sant'Agata per ben tre anni, dopo di che dovette cedere nel 1193. Di lui non si seppe più nulla, anche se è facile ipotizzare la sua fine.

### Fonti
- Pietro da Eboli, Liber ad honorem Augusti, in G. B. Siragusa (a cura di), Fonti per la storia d'Italia, vol. 39, Roma, 1906. secondo il Cod. 120 della Biblioteca civica di Berna;
- Riccardo di San Germano, Ryccardi de Sancto Germano notarii Chronica, Carlo Alberto Garufi, 1936-1938.

### Letteratura critica
- John Julius Norwich, Il Regno del Sole 1130-1194, Milano, Edizioni Mursia, 1971., edizione originale  The Kingdom in the Sun 1130-1194, Londra, Longman, 1970.
- Raffaello Morghen, Gli svevi in Italia, Palumbo, 1974.
- Il Lazio meridionale tra papato e impero al tempo di Enrico VI: atti del Convegno internazionale di Fiuggi, Guarcino, Montecassino, 7-10 giugno 1986, in Saggi, n. 16, Roma, Pubblicazioni degli archivi di Stato, 1991, ISBN 88-7125-026-5.